# Prozessorzeit

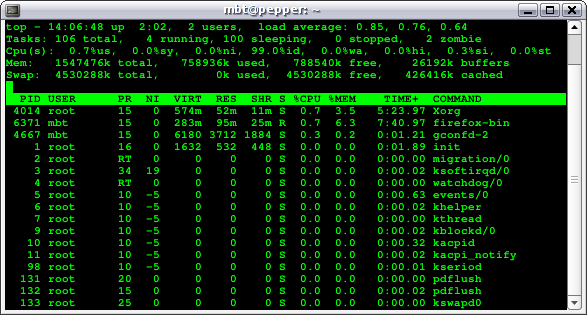
Anzeige der Prozessorzeit verschiedener Prozesse unter GNU/Linux (in der Spalte “TIME+”) mit top.

Die Prozessorzeit (englisch CPU Time) bezeichnet die gemessene Zeit, während der ein Prozess oder Thread seit seinem Start tatsächlich von einem Prozessor ausgeführt wurde. Diese Zeitspanne ist praktisch immer niedriger als die gesamte Laufzeit des Programms, da dieses selbst bei intensiver Nutzung kaum ununterbrochen lauffähig ist. Sie wird in der Regel in Stunden, Minuten und Sekunden angegeben.

## Prozessorzeit als Intensitätsmaß
Beim Multitasking greifen verschiedene Prozesse abwechselnd auf den Prozessor zu. Bei einem gleichzeitigen Zugriff entscheidet die dem Prozess vom Betriebssystem zugewiesene Priorität (englisch process priority), welcher davon zuerst ausgeführt wird.
Die Summe der Prozessorzeit gibt also auch guten Aufschluss über die Häufigkeit oder Intensität (Stichwort rechenintensiv), mit der ein Programm den Prozessor beansprucht.